# Behm
Behm ist ein deutscher Familienname.

## Herkunft und Bedeutung
Behm ist ein Herkunftsname (mittelhochdeutsch Bēheim = Böhmen, der Böhme) für jemanden, der aus Böhmen stammt.

## Namensträger

### Künstlername
- Behm (Sängerin) (* 1994), finnische Sängerin und Songwriterin

### A
- Alexander Behm (1880–1952), deutscher Physiker
- Andreas Behm (Jurist) (* 1952), deutscher Jurist
- Andreas Behm (1962–2021), deutscher Gewichtheber

### C
- Charles Behm (1883–1924), luxemburgischer Turner
- Christian Behm (1831–1893), deutscher Rechtsanwalt und Politiker
- Christian Heinrich Behm (1662–1740), Abt im Kloster Amelungsborn
- Christian Ludwig Johann Behm (1728–1804), deutscher Jurist und Bürgermeister von Rostock
- Cornelia Behm (* 1951), deutsche Politikerin (B’90/Grüne)

### D
- Donald Behm (* 1945), US-amerikanischer Ringer

### E
- Eduard Behm  (1862–1946), deutscher Pianist und Komponist
- Erasmus Behm (1939–2007), deutscher Internist und Pharmazeut
- Ernst Behm (Geograph) (1830–1884), deutscher Geograph
- Ernst Behm (Pädagoge) (1902–1990), Pädagoge, politischer Aktivist, Emigrant

### F
- Friedrich Behm (1777–1838), deutscher Buchdrucker

### G
- Gottfried Behm (1636–1674), Benediktiner und Astronom
- Gudrun Behm-Steidel (* 1958), Professorin für Informationsmanagement an der FH Hannover
- Günter Behm-Blancke (1912–1994), deutscher Archäologe, Vor- und Frühgeschichtsforscher

### H
- Hans Wolfgang Behm (1890–1973), deutscher naturwissenschaftlicher und esoterischer Schriftsteller
- Heinrich Behm (1853–1930), lutherischer Theologe und Landesbischof von Mecklenburg-Schwerin
- Heinrich Wilhelm Behm (1708–1780), deutscher Arzt und Hof-Apotheker Friedrichs II.
- Helene Behm (1864–1942), deutsche Malerin
- Holger Behm (* 1958), deutscher Ingenieur, Bodenkundler und Hochschullehrer für Landschaftsplanung und -gestaltung

### J
- Jean-Jacques Behm (* 1942), französischer Hürdenläufer
- Joachim Behm (* 1941), deutscher Politiker (FDP)
- Johann Behm (1578–1648), deutscher lutherischer Theologe
- Johannes Behm (1883–1948), deutscher lutherischer Theologe
- Joseph Behm (1815–1885), ungarndeutscher Kirchenmusiker und Komponist

### K
- Karl Behm (1858–1905), deutscher Maler
- Karl Behm (Admiral) (1864–1919), deutscher Konteradmiral

### M
- Magnus Carl von Behm (1727–1806), russischer Offizier und Verwaltungsleiter Kamtschatkas
- Marc Behm (1925–2007), US-amerikanischer Schriftsteller und Drehbuchautor
- Margarete Behm (1860–1929), deutsche Politikerin (DNVP)
- Martin Behm (1557–1622), deutscher Dichter
- Meike Behm (* 1966), deutsche Kunsthistorikerin und Direktorin der Kunsthalle Lingen (Ems)
- Michael Behm (1420–??), deutscher Schriftsteller und Meistersänger, siehe Michael Beheim
- Michael Behm (Theologe) (1612–1650), deutscher evangelischer Theologe
- Michael Behm (Schauspieler) (* 1984), deutscher Schauspieler und Musiker

### O
- Otto Behm (1884–nach 1935), deutscher Bibliothekar

### R
- Rita Behm, finnische Sängerin und Songwriterin, siehe Behm (Sängerin)
- Robby Behm (* 1986), deutscher Gewichtheber
- Roger Behm (1929–2005), luxemburgischer Boxer
- Rolf Behm (* 1952), deutscher Maler
- Rolf Jürgen Behm (* 1949), deutscher Chemiker und Hochschullehrer
- Rudolf Behm (1931–2024), deutscher Chemiker, Bodenkundler und Autor

### S
- Stefan Behm (1929–2005), österreichischer Politiker

### T
- Thomas Behm, österreichischer Bergsteiger

### U
- Ulrich Behm (1951–2004), deutscher Jurist und Hochschullehrer

### V
- Vilhelm Behm (1859–1934), schwedischer Maler

### W
- Walther Behm (1897–1993), deutscher Maler und Bildhauer
- Wolf-Dieter Gudopp-von Behm (* 1941), deutscher Philosoph